# СИ префикс
СИ префикс је префикс који може да се дода на било коју јединицу Међународног система јединица (СИ) како би се добили умношци те јединице.
Нису сви префикси специфични за СИ. Многи СИ префикси, као и сама идеја коришћења префикса за ову сврху, датирају још пре увођења СИ-ја 1960. године, тако да се доста користе и код јединица ван СИ.
Као део СИ система, званично их је одредио Међународни биро за тежине и мере.

## Преглед
Као пример, префикс кило множи са једном хиљадом, тако да километар износи 1000 метара, а киловат 1000 вати. Префикс мили дели са хиљаду, тако да милиметар износи један хиљадити део метра (има 1000 милиметара у метру), а милилитар је хиљадити део литра. Могућност примењивања истих префикса на било коју СИ јединицу је кључ снаге СИ-ја, пошто знатно упрошћује процес учења и коришћења система.
| 10n   | Префикс | Симбол | Кратка скала      | Дуга скала                         | Децимални еквивалент                      |
| ----- | ------- | ------ | ----------------- | ---------------------------------- | ----------------------------------------- |
| 1030  | квета   | Q      | нонилион          | квинтилион                         | 1 000 000 000 000 000 000 000 000 000 000 |
| 1027  | рона    | R      | октилион          | квадрилијарда (хиљаду квадрилиона) | 1 000 000 000 000 000 000 000 000 000     |
| 1024  | јота    | Y      | септилион         | квадрилион                         | 1 000 000 000 000 000 000 000 000         |
| 1021  | зета    | Z      | секстилион        | трилијарда (хиљаду трилиона)       | 1 000 000 000 000 000 000 000             |
| 1018  | екса    | E      | квинтилион        | трилион                            | 1 000 000 000 000 000 000                 |
| 1015  | пета    | P      | квадрилион        | билијарда (хиљаду билиона)         | 1 000 000 000 000 000                     |
| 1012  | тера    | T      | трилион           | билион                             | 1 000 000 000 000                         |
| 109   | гига    | G      | билион            | милијарда (хиљаду милиона)         | 1 000 000 000                             |
| 106   | мега    | M      | милион            | милион                             | 1 000 000                                 |
| 103   | кило    | k      | хиљада            | хиљада                             | 1 000                                     |
| 102   | хекто   | h      | сто               | сто                                | 100                                       |
| 101   | дека    | da     | десет             | десет                              | 10                                        |
| 100   | нема    | нема   | један             | један                              | 1                                         |
| 10−1  | деци    | d      | десети део        | десети део                         | 0,1                                       |
| 10−2  | центи   | c      | стоти део         | стоти део                          | 0,01                                      |
| 10−3  | мили    | m      | хиљадити део      | хиљадити део                       | 0,001                                     |
| 10−6  | микро   | µ      | милионити део     | милионити део                      | 0,000 001                                 |
| 10−9  | нано    | n      | билионити део     | милијардити део                    | 0,000 000 001                             |
| 10−12 | пико    | p      | трилионити део    | билионити део                      | 0,000 000 000 001                         |
| 10−15 | фемто   | f      | квадрилионити део | билијардити део                    | 0,000 000 000 000 001                     |
| 10−18 | ато     | a      | квинтилионити део | трилионити део                     | 0,000 000 000 000 000 001                 |
| 10−21 | зепто   | z      | секстилионити     | трилијардити део                   | 0,000 000 000 000 000 000 001             |
| 10−24 | јокто   | y      | септилионити      | квадрилионити део                  | 0,000 000 000 000 000 000 000 001         |
| 10−27 | ронто   | r      | октилионити       | квадрилијардити део                | 0,000 000 000 000 000 000 000 000 001     |
| 10−30 | квекто  | q      | нонилионити       | квинтилионити део                  | 0,000 000 000 000 000 000 000 000 000 001 |

Видите такође: Застарели метрички префикси
Примери:
- 5  = 5 × 10−2 m = 5 × 0.01 m = 0.05
- 3  = 3 × 106 W = 3 × 1 000 000 W = 3 000 000 W

Префикси не могу да се комбинују: на пример 10−9 метара мора да се пише као 1 nm, а не као 1 mµm.
Префикс увек има приоритет над степеновањем; стога „km²” значи квадратни километар, а не кило—квадратни метар. На пример, 3 km² је исто што и 3000000 m², а не 3000 m² (нити 9000000 m²). Стога СИ префикси пружају прагове фактора једног милиона (уместо једне хиљаде) у случају изложиоца 2, једне милијарде у случају изложиоца 3, итд. Као последица, потребни су велики бројеви, иако се префикси у потпуности користе.
Префикси где је изложилац дељив са три су препоручљиви. Зато је боље „100 m” него „1 hm”. Изузеци су центиметар, хектар (хекто-ар), центилитар, кубни дециметар (еквивалент литру), хектопаскал и децибел (десетина бела). Застарели префикси мирија- и мирио- су напуштени пре него што је СИ усвојен 1960, вероватно зато што се не уклапају у овај шаблон, није био слободан ни један симбол (M, m и µ су већ били коришћени), а ионако су били ретко коришћени.
Дупли префикси као што су микромикрофаради (пикофаради), хектокилометри (100 километара) и милимикрони или микромилиметри (оба нанометри) такође су напуштени са увођењем СИ-ја.
Килограм се издваја од осталих СИ основних јединица као једина која има префикс. Изведена је из масе стварног предмета. Грам се дефинише као 1/1000 масе овог предмета.
Иако је у принципу законито, већина комбинација префикса са количинама се веома ретко користи, чак и у научном или инжењерском контексту:
- Маса: хектограм, грам, милиграм, микрограм и мањи су чести. Међутим, мегаграм или већи се често користе; уместо тога се користе тоне. Мегаграм се понекад користи да разграничи метричку тону од разних не-метричких тона.
- Запремина у литрима: литар, децилитар, центилитар, микролитар и мањи су чести. Веће запремине се понекад обележавају хектолитрима; у супротном у кубним метрима и кубним километрима.
- Дужина: километар, метар, дециметар, центиметар, милиметар и мањи су чести. Мегаметар, гигаметар и већи се ретко користе. Често се употребљавају астрономске јединице, светлосне године и парсеци; астрономска јединица се спомиње у СИ стандардима као прихваћена не-СИ јединица.
- Време: секунд, милисекунд, микросекунд, и мањи су чести. Килосекунд и мегасекунд такође имају неку употребу, мада за ове и дуже временске периоде уобичајено се користе научне нотације или минути, сати, итд.

† Британија, Ирска, Аустралија и Нови Зеланд су пре користили дугу скалу конвенције имена бројева, али су сада бар делимично прешли на коришћење кратке скале. Може да се примети да на табели, изнад милиона и испод милионитог дела, иста имена имају два система за именовање, тако да билион и трилион (на пример) постају на несрећу могући међународно двосмислени термини. Коришћењем СИ префикса може да се заобиђе овај проблем.

## Употреба ван СИ
Симбол k се често користи да изрази умножак од хиљаду, тако да неко може да има „плату од 40К” (40.000) или постоји Y2K проблем (проблем 2000. године). Примећује се да се у овим случајевима користи велико слово K, мада велико K никад није тачно када се пише под СИ правилима. Такође, често се користи као префикс да означи бинарни префикс кило = 210 = 1024.

### Не-СИ јединице
- Префикси датирају још из времена увођења метричког система 1790их, много пре него што је СИ уведен 1960. Префикси (укључујући оне који су уведени после увођења СИ-ја) се користе са било којим метричким јединицама, било да су СИ или не (нпр. милидине).
- СИ префикси се ретко појављују уз империјалне јединице, осим у специјализованим случајевима (нпр. микроинчеви, килостопе)
- Такође се користе са осталим специјализованим јединицама на одређеним пољима (нпр. мегаелектронволти, гигапарсеци)
- Такође се повремено користе са јединицама за валуте (нпр. гигадолар), углавном их користе људи који су упознати са префиксима из научне употребе.

### Рачунарство
Главни чланак: Неодређеност умножака јединице количине података
Префикси k и већи су чести у рачунарству, где се додају на јединице за информације и складиштење као што су битови и бајтови. Пошто је 210 = 1024, што је приближно једнако а 103 = 1000, ово је довело до тога да се СИ префикси искористе да означе бинарне префиксе на следећи начин:
k= 210 = 1,024
M= 220 = 1,048,576
G= 230 = 1,073,741,824
T= 240 = 1,099,511,627,776
P= 250 = 1,125,899,906,842,624.
Међутим, ови префикси обично задржавају своја значења степена од 1000 када се користе да опишу стопе трансмисије података (бит рејт): Етернет од 10 / ради на 10.000.000 /s, а не 10.485.760 /s. Проблем се састоји у томе да јединице за информацију (бит и бајт) нису део СИ-ја. Иако је јаснија симбологија да се користи bit за бит и b за бајт, b се често користи за бит, а B за бајт. (У СИ-ју, B је намењено белу.) Франкофонске земље често користе o за октет, али поред тога што је ово неприхватљиво у СИ због ризика од мешања са нулом, бајт није стриктно ограничен на октет (осам) бита.
За последицу, Међународна електротехничка комисија (IEC) је усвојила нове бинарне префиксе 1998. године, формирани од првог слога децималног префикса плус би. Симбол је децимални симбол плус i. Тако да је сада један килобајт (1 ) једнак 1000 бајтова, где је један кибибајт (1 ) једнак 210 = 1024 бајтова. Слично томе, постоје меби (Mi; 220), гиби (Gi; 230), теби (Ti; 240), пеби (Pi; 250) и ексби (Ei; 260). Иако их IEC стандард не спомиње, секвенца може спремно да се прошири на зеби (Zi; 270) и јоби (Yi; 280). Усвајање ових префикса је веома ограничено.

## Предложена проширења
Настављањем уназад у абецеди, после зета и јота, предлози за следећи велики број укључују ксента (xenta) и ксона (xona) (између осталих), где је ксона измењени латински нумерички префикс нона-, а следећи мали број би такође почињао са x (икс).
Чувајући правило скраћивања префикса (латинско велико слово за велике бројеве и мало слово за мале бројеве), чак и без консензуса око пуног назива следећег префикса, симболи би могли да се користе без двосмислености: X, W, V, x, w, v. Логично следећи симбол за мали префикс, u, је прихваћена замена за µ (ISO 2955), симбол за микро.
Међутим, неки читаоци могуће је да не могу да разумеју чак и неке званичне префиксе, а камоли њихове екстраполације, тако да је давање објашњења у комуникацији препоручљиво.
Још један предлог за ксента/ксона је новета (novetta), из италијанског nove. Ово није згодно када је реч о ређању по абецеди уназад.
Такође постоје предлози за даљу хармонизацију и капитализацију (повећавање слова). Стога би се симболи за дека, хекто и кило променили из da, h и k у Da, H и K. Сходно томе, неки подржавају уклањање префикса који се не уклапају у 10±3· шему, наиме хекто, дека, деци и центи. CGPM је за сада одложио одлуку што се тиче оба проблема.
Нерешен (и можда нерешив) проблем је примењивање префикса на јединице са изложиоцима који нису ±1. Префикс се тренутно увек примењује пре изложиоца. Код мерења запремине, на пример, ова неповољност је довела до сталне употребе литра, који је хиљадити део кубног метра (0,001 m³) или један кубни дециметар (1 dm³), где би било корисније назвати га један мили-кубни метар (1 m(m³))—један кубни милиметар (mm³) је милионити део кубног метра.